# 桜井宏の夜はこれから
桜井宏の夜はこれから（さくらいひろしのよるはこれから）は、1981年10月5日から1983年4月8日まで、及び1983年10月11日から1984年10月5日までの間、HBCラジオで放送されていたラジオ番組。

## 概要
メインパーソナリティはHBCアナウンサーの桜井宏。帯番組の当時は毎日30分間の放送であった。1981年度から1983年度まで各年度のナイターオフ（10月〜翌年3月）の間は平日21:00 - 21:30、1982年度のナイターシーズン中は毎週月曜日のみ、1983年4月から同年9月まで半年間の中断期間を挟んで同年10月から再開、1984年4月から平日22:00 - 22:30枠に移動して同年10月まで放送されていた。
1982年10月〜1983年3月当時は、
- 月曜：ポップス（最近のヒット曲）
- 火曜：ロック
- 水曜：ポップス（1960年代もの）
- 木曜：ニューミュージック
- 金曜：アイドルポップス

とかける曲のジャンルが決まっていた。そして、これら新旧東西のあらゆる音楽を中心にトーク、リクエストと音楽情報などで構成。ゲストコーナーは、北海道出身・在住のアーティストが中心に登場、地元・北海道や他県の人にもまだ知られていないような、意外な歌手やタレントも登場していた。
後に夜ワイド番組としてスタートした『夜はこれから』に先駆けて始まった番組で、本番組終了直後の1984年10月から、桜井は続投していないがタイトルのみ継承されて同じ時間帯で2時間ワイドの『夜はこれから』がスタートしている。

## 主なコーナー
ポップス解説室
- 桜井が博士のようなキャラクターに扮して、リスナーからの音楽に関する質問に答えていた（1982年10月〜1983年3月当時放送）[4]。

## 放送時間
- 毎週月曜日〜金曜日 21:00 - 21:30 （1981年10月5日〜1982年4月2日／1982年10月4日〜1983年4月8日）[1][3]
- 毎週月曜日 20:55 - 21:30 （1982年4月5日〜1982年9月27日）[2]
- 毎週火曜日〜金曜日 21:00 - 21:30 （1983年10月11日〜1984年4月6日）
- 毎週月曜日〜金曜日 22:00 - 22:30 （1984年4月9日〜1984年10月5日）